# Guttajaure
Guttajaure är en sjö i Sorsele kommun i Lappland och ingår i Umeälvens huvudavrinningsområde. Sjön har en area på 1,56 kvadratkilometer och ligger 603,2 meter över havet. Guttajaure ligger i Vindelfjällen Natura 2000-område. Sjön avvattnas av vattendraget Bulojukke.

## Delavrinningsområde
Guttajaure ingår i det delavrinningsområde (730963-148858) som SMHI kallar för Utloppet av Guttajaure. Medelhöjden är 645 meter över havet och ytan är 13,02 kvadratkilometer. Räknas de 8 avrinningsområdena uppströms in blir den ackumulerade arean 73,81 kvadratkilometer. Bulojukke som avvattnar avrinningsområdet har biflödesordning 3, vilket innebär att vattnet flödar genom totalt 3 vattendrag innan det når havet efter 402 kilometer. Avrinningsområdet består mestadels av skog (48 procent) och sankmarker (39 procent). Avrinningsområdet har 1,72 kvadratkilometer vattenytor vilket ger det en sjöprocent på 13,2 procent.